# Ilhan Omar
Ilhan Omar (Mogadishu, 4 oktober 1981) is een Somalisch-Amerikaanse politica. Sinds 2019 zetelt ze in het Huis van Afgevaardigden, waar ze deel uitmaakt van de linkervleugel van de Democratische Partij.

## Biografie
Ilhan Omar werd in 1982 als laatste van zeven kinderen geboren in de Somalische hoofdstad Mogadishu. Ze bracht haar eerste levensjaren door in Baidoa. De familie ontvluchtte Somalië tijdens de Somalische Revolutie en bracht vier jaar door in een vluchtelingenkamp in Kenia. In 1992 kwam de familie aan in New York. In 1995 verleenden de Verenigde Staten de Omars asiel. Ze vestigden zich in Minneapolis. Ilhan Omar liep school aan de Edison High School. In 2000, op 17-jarige leeftijd, werd Omar genaturaliseerd als staatsburger. Ze behaalde in 2011 een bachelordiploma politieke wetenschap en internationale betrekkingen aan de North Dakota State University.
Omars eerste baan was als buurtwerker in de voedingsleer, verbonden aan de Universiteit van Minnesota. Van 2012 en 2013 werkte ze voor het ministerie van Onderwijs van Minnesota als coördinator van voedselhulpverlening voor kinderen. 

### Begin politieke carrière
In 2012 werd ze campagnemanager voor de herverkiezing van Kari Dziedzic als staatssenator in Minnesota. Het jaar erna beheerde ze de campagne van Andrew Johnson, kandidaat-gemeenteraadslid van Minneapolis. Na Johnsons verkiezing diende ze als beleidsmedewerker. In 2015 was ze directeur beleidsinitiatieven van het Women Organizing Women Network, dat het opneemt voor vrouwelijke leiders met Oost-Afrikaanse roots.
In 2016 stelde Ilhan Omar zich kandidaat om in het lagerhuis van Minnesota te zetelen voor de Minnesota Democratic-Farmer-Labor Party (DFL), de lokale afdeling van de Democratische Partij. Ze versloeg Mohamud Noor en zittend vertegenwoordiger Phyllis Kahn in de DFL-voorverkiezing. In de algemene verkiezing ging ze het opnemen tegen de Republikein Abdimalik Askar, ook van Somalische herkomst, maar eind augustus trok Askar zich terug, waardoor Omar de verkiezing zonder tegenstand won.

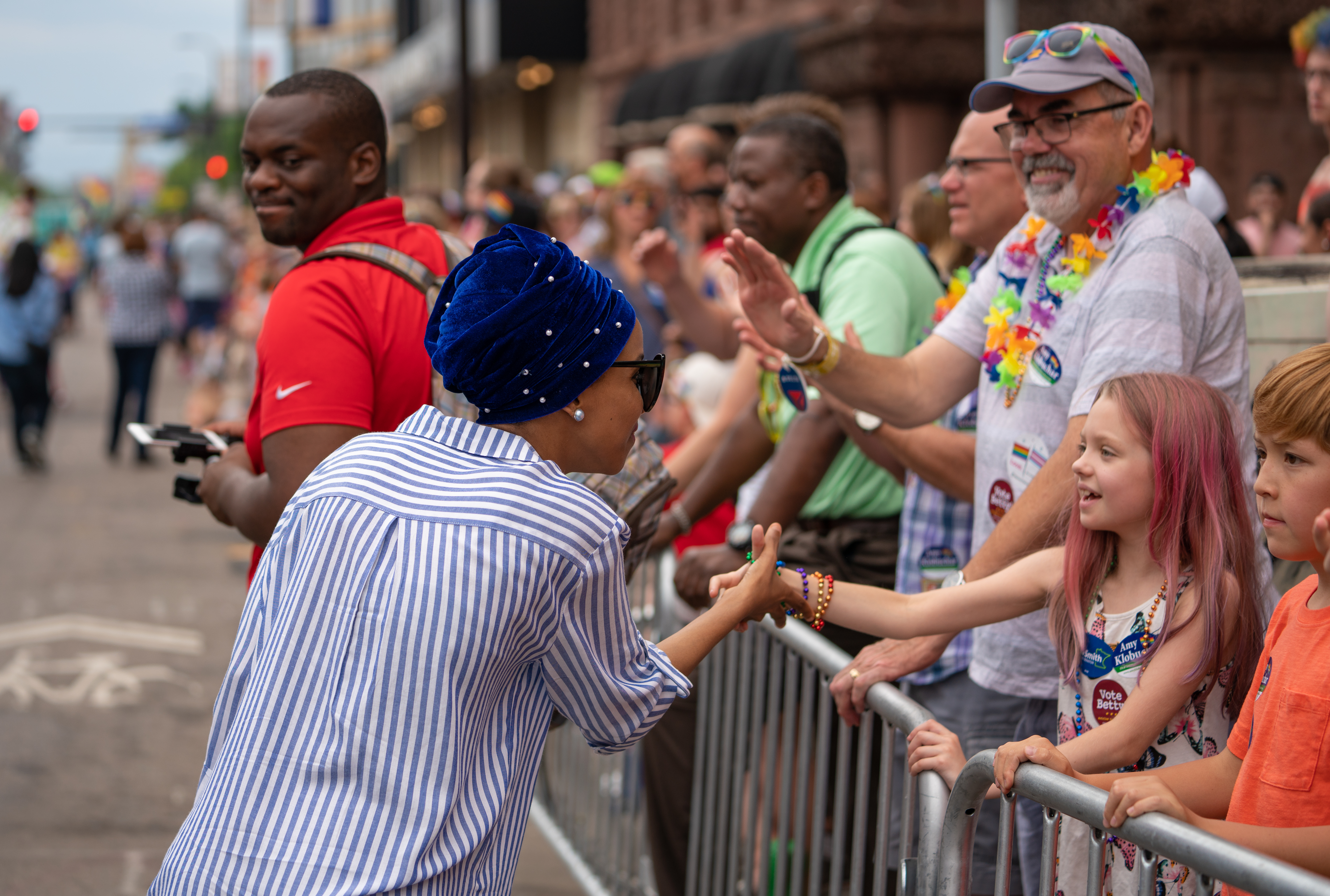
Omar tijdens de Twin Cities Pride Parade in 2018

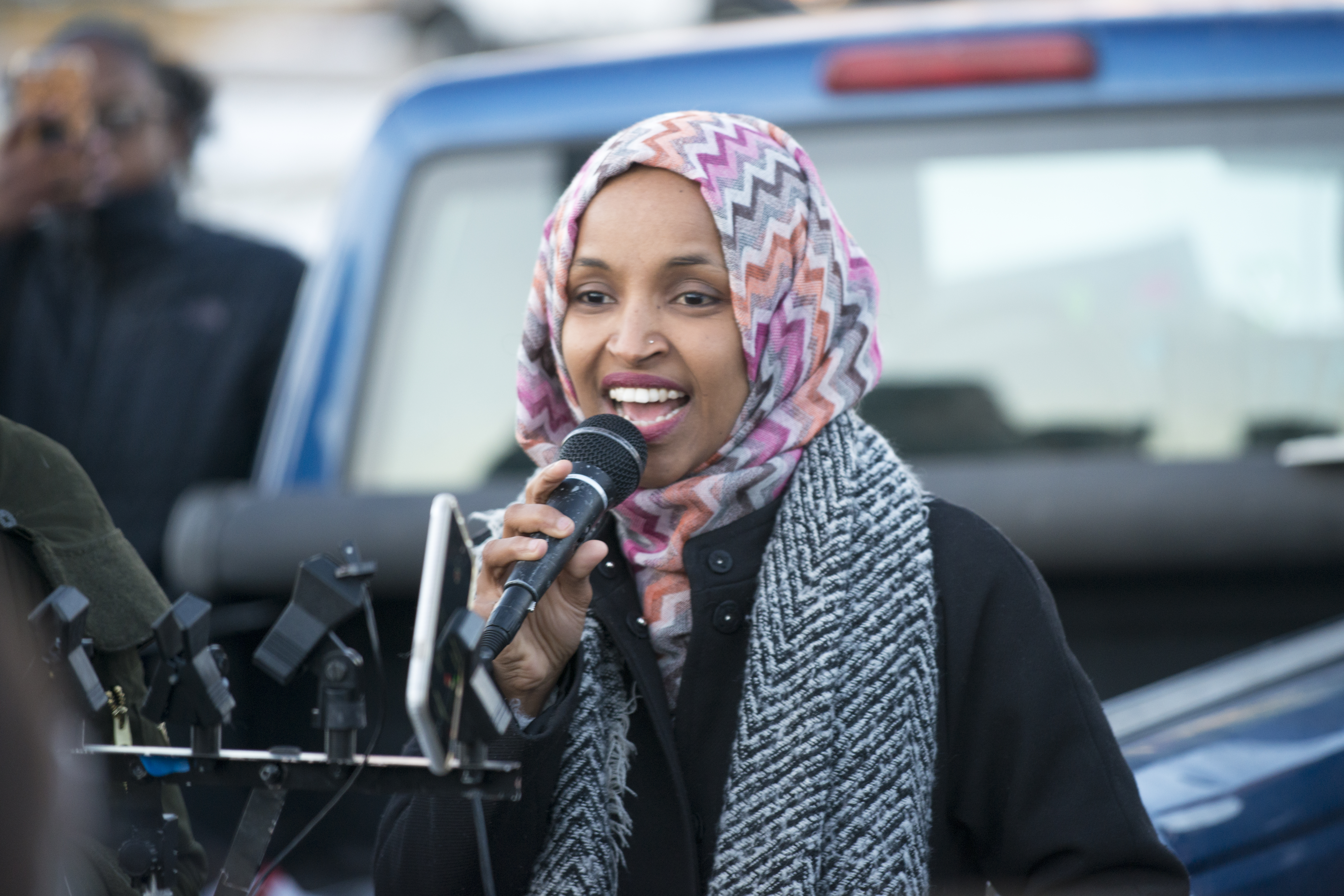
Omar spreekt demonstrerende arbeiders toe, december 2018

Omar werd de allereerste Somalisch-Amerikaanse wetgever in het land. Ze zetelde van januari 2017 tot januari 2019 in het Minnesota House of Representatives. Ze vervulde een leidinggevende rol binnen de fractie en schreef 38 wetsvoorstellen.
Haar dochter Isra Hirsi is een klimaatactiviste en Black Lives Matter-activiste die een eerste maal in het nieuws kwam toen ze op 16-jarige leeftijd op 15 maart 2019 de door studenten geleide stakingen in de Verenigde Staten mee organiseerde.

### Huis van Afgevaardigden
In juni 2018 diende Omar haar kandidatuur in om Minnesota's 5e congresdistrict te vertegenwoordigen in het Huis van Afgevaardigden, nadat partijgenoot Keith Ellison had aangekondigd zich niet opnieuw verkiesbaar te stellen. Ze kreeg al snel de steun van de lokale partij. Op 14 augustus 2018 won Omar de Democratische voorverkiezing met 48% van de stemmen. De algemene verkiezing op 6 november 2018 won ze van Jennifer Zielinski met 78% van de stemmen.
Omar werd op 3 januari 2019 de eerste Somalisch-Amerikaan, de eerste ex-vluchteling en, samen met Rashida Tlaib, een van de eerste twee vrouwelijke moslims in het Amerikaanse Congres.
In juli 2019 opende president Donald Trump de aanval op Omar en nog drie nieuwe, vrouwelijke, Democratische congresleden met een migratieachtergrond; Rashida Tlaib, Ayanna Pressley en Alexandria Ocasio-Cortez. Trump gaf via Twitter aan dat deze vier afgevaardigden naar zijn mening Amerika haten en dat ze terug moesten naar de "totaal verwoeste en van misdaad vergeven landen waar ze vandaan komen, om daar bij te dragen aan de opbouw van deze landen, in plaats van de geweldige Amerikanen te vertellen hoe die hun land moeten regeren." Vervolgens beschuldigde Trump Omar tijdens een campagnebijeenkomst in Greenville van antisemitische uitspraken. In reactie hierop scandeerden zijn aanhangers "Stuur haar terug!" In reactie hierop nam het Huis van Afgevaardigden een motie aan waarin de tweets werden veroordeeld als "racistische opmerkingen die angst en haat voor nieuwe Amerikanen en mensen van kleur legitimeren".
In oktober 2019 sprak Omar haar steun uit voor Democratisch presidentskandidaat Bernie Sanders.

## Standpunten
Ilhan Omar is een Democraat van linkse signatuur. Ze is voorstander van Medicare for All, een minimumloon van 15 dollar, gratis hoger onderwijs en hervorming van het strafrecht. Ze is ook uitgesproken kritisch tegenover het beleid van Israël ten opzichte van de Palestijnen. In reactie daarop heeft de Israëlische regering in augustus 2019 een gepland bezoek van Omar aan Israël tegengehouden. In het Congres is ze aangesloten bij de Congressional Progressive Caucus, de meest progressief-linkse groepering van Democratische verkozenen.